# إينوكساسين
اينوكساسين Enoxacin هو مضاد حيوي صناعي يعمل كعامل علاجي كيميائي من زمرة الكوينولون الجيل الثاني، بنيته 6-fluoronaphthyridinone مرتبطة إلى حمض النالديكسيك. هو واسع الطيف من الفلوروكوينولونات عن طريق الفم مضادة للبكتيريا عامل يستخدم في علاج التهاب المسالك البولية والسيلان.
أحد أهم آثاره الجانبية الأرق، لم يعد يستخدم في الولايات المتحدة الأميركية.

## الخواص

### الاسم العلمي
ethyl-6-fluoro-4-oxo-7-(piperazin-1-yl)-1,4-dihydro-1,8-naphthyridine-3-carboxylic acid

### الصيغة الكيميائية
C15H17FN4O3

### الوزن الجزيئ
320.319 جم/ مول

## الاستخدامات الطبية
Enoxacin يمكن استخدامها لعلاج مجموعة واسعة من الأمراض، وخاصة التهاب المعدة والأمعاء بما في ذلك الإسهال المُعدي، التهابات الجهاز التنفسي، السيلان والتهابات المسالك البولية.
القرْحة المنقولة جنسياً.

## الأعراض الجانبية
من الاعراض الجانبية للعلاج:
تَفاعُلٌ أَرَجِيّ (صعوبة التنفس، انغلاق الحلْق، تورُّم الشفاه، اللسان أو الوجه، شرى), نوْبة اختلاجية، هلسٌ، اضطراب الكبد، ألم المفاصل أو العضلات.

## آلية العمل
الكينولون والفلوروكينولونات هي أدوية للجراثيم، والقضاء على البكتيريا عن طريق التداخل مع تكرار الحمض النووي. تثبيط أنزيم الدنا جيراز لمنع تضاعف الحامض النووي الجرثومي. وبالتالي يمنع تخليقه، وهو فعال ضد تشكيلة واسعة من الكائنات الحية الدقيقة.

## موانع الاستعمال
يمنع استخدامه في:
المرضى الذين أظهروا فرط الحساسية للعلاج أو لأي مكون آخر من مكونات العلاج، مثل الفلوروكينولونات الأخرى، يمكن أن يسبب تغيرات تنكسية في الوزن في مفاصل الحيوانات الصغيرة. يجب أن يستخدم فقط المركب في الأطفال عندما الفوائد المتوقعة تفوق المخاطر.
الأطفال تحت سن 12.

## التداخلات الدوائية
إذا كان المريض يتناول أي من الأدوية التالية يجب أن يخبر الطبيب أو الصيدلاني، فقد يحتاج إلى تعديل الجرعة أو إجراء فحوصات معينة:
- فينبوفين: الشريك في العلاج مع بعض الكينولون، بما في ذلك اينوكساسين قد يزيد من خطر النوبات. لهذا السبب، ينبغي تجنب التعاطي للفينبوفين والكينولون، كاجراء احترازي.[11][12][13][14]

بسموث سبساليسيلات، ثيوفيلين، ديجوكسين، وارفارين، بروبينيسيد، الأنسولين أو أي من أدوية السكري التي تؤخذ عن طريق الفم (مثل: غليبيزيد), مضاد التهاب غَيرُ ستيرويديّ (مثل: ايبوبروفين), سيكلوسبورين.

## التخزين
يحفظ في درجة حرارة الغرفة، بعيداً عن الضوء والحرارة.

## الإيضاحات
1. ↑  Enoxacin is sold under the following trade names: Almitil, Bactidan, Bactidron, Comprecin, Enoksetin, Enoxen, Enroxil, Enoxin, Enoxor, Flumark, Penetrex, Gyramid, Vinone.